# Rodolfo Fogwill
Rodolfo Enrique Fogwill (n. 15 iulie 1941, Quilmes, Buenos Aires, Argentina – d. 21 august 2010, Buenos Aires, Argentina), a fost un sociolog și scriitor argentinian. A scris poezii, nuvele și romane. A fost profesor la Universitatea din Buenos Aires.

## Operă
- El efecto de realidad, 1979 (poezii)
- Las horas de citas, 1980 (poezii)
- Mis muertos punk, 1980 (povestioare)
- Música japonesa, 1982 (povestioare)
- Los Pychyciegos, 1983 (nuvelă)
- Ejércitos imaginarios, 1983 (povestioare)
- Pájaros de la cabeza, 1985 (povestioare)
- Partes del todo, 1990 (poezii)
- La buena nueva, 1990 (nuvelă)
- Una pálida historia de amor, 1991 (nuvelă)
- Muchacha punk, 1992 (povestioare)
- Restos diurnos, 1993 (nuvelă)
- Cantos de marineros en las pampas, 1998
- Vivir Afuera, 1998 (nuvelă)
- Urbana, 2003 (nuvelă)
- Runa, (nuvelă)